# 希尔格特
希尔格特是德国莱茵兰-普法尔茨州的一个市镇。总面积4.57平方公里，总人口1536人，其中男性763人，女性773人（2011年12月31日），人口密度336人/平方公里。